# Союз коммунистов Воеводины
Союз коммунистов Воеводины (сербохорв. Савез комуниста Војводине/Savez komunista Vojvodine, серб. Савез комуниста Воjводине, хорв. Savez komunista Vojvodine,  венг. Vajdasági kommunista szövetség, рум. Liga comuniștilor din Voivodine, словац. Zväz komunistov Vojvodine, русин. Союз комуністів Войводини) — коммунистическая партия, созданная в 1944 году. Входила в состав Коммунистической партии Югославии, а с 1952 года - Союза коммунистов Югославии. С октября 1944 года по июль 1990 года - правящая партия в Социалистическом автономном крае Воеводина.
В 1919 году был создан провинциальный комитет КПЮ в Воеводине. После создания Коммунистической партии Сербии в мае 1945 года он вошёл в её состав на тех же правах. 21 декабря 1968 года провинциальный комитет СКС в Воеводине был преобразован в самостоятельную краевую партийную организацию - Союз коммунистов Воеводины, де-юре входившую в Союз коммунистов Сербии, но де-факто имеющую свои программные документы, политическую и экономическую самостоятельность. С начала 70-х годов это привело к конфликту между руководством СК Воеводины и СК Сербии, который особенно усугубился после начала кризиса восточноевропейских социалистических режимов и прихода к власти в последнем Слободана Милошевича. 
В октябре 1988 года в результате так называемой "Антибюрократической революции" Милошевичу удалось отстранить руководство СКВ во главе с Милованом Шогоровым, обвинённом в сепаратизме, и восстановить полный контроль над партией. 
В июле 1990 года после преобразования Союза коммунистов Сербии в Социалистическую партию Сербии большая часть членов СК Воеводины перешла в неё и организация прекратила своё существование. Несогласное с политикой Милошевича меньшинство создало Лигу социал-демократов Воеводины.

## Лидеры
- 1943 — Иса Йованович
- 1943—1946 — Йован Веселинов
- 1946—1951 — Добривое Видич
- 1951—1966 — Стеван Дороньский
- 1966—1969 — Мирко Тепавац
- 1969—1972 — Мирко Чанаданович
- 24 декабря 1972 — 28 апреля 1981 — Душан Алимпич
- 28 апреля 1981 — 28 апреля 1982 — Бошко Крунич
- 28 апреля 1982 — 28 апреля 1983 — Марко Джуричин
- 28 апреля 1983 — 28 апреля 1984 — Славко Веселинов
- 28 апреля 1984 — 24 апреля 1985 — Бошко Крунич
- 24 апреля 1985—1988 — Джордже Стойшич
- 1988 — 6 октября 1988 — Милован Шогоров
- 14 ноября 1988 — 20 января 1989 — Богосав Ковачевич
- 20 января 1989 — 16 июля 1990 — Неделько Шиповац